# Reserva Natural de Jäärumetsa
A Reserva Natural de Jäärumetsa é uma reserva natural localizada no condado de Pärnu, na Estónia.
A área da reserva natural é de 333 hectares.
A área protegida foi fundada em 2007 para proteger tipos de habitat valiosos e espécies ameaçadas na aldeia de Kilgi (freguesia de Varbla).